# Namoungou (Piéla)
Pour les articles homonymes, voir Namoungou.
Namoungou est une localité située dans le département de Piéla de la province de la Gnagna dans la région Est au Burkina Faso.

## Santé et éducation
Le centre de soins le plus proche de Namoungou est le centre de santé et de promotion sociale (CSPS) de Piéla.